# Copa Suruga Bank de 2012
A Copa Suruga Bank de 2012 foi a quinta edição da competição anual de futebol realizada entre a Confederação Sul-Americana de Futebol (CONMEBOL) e a Japan Football Association (JFA). Foi disputada em 1º de agosto entre Kashima Antlers e a Universidad de Chile.

## Participantes
|          | Equipe               | Classificação                            | Participação |
| -------- | -------------------- | ---------------------------------------- | ------------ |
| JFA      | Kashima Antlers      | Campeão da Copa da Liga Japonesa de 2011 | 1ª           |
| CONMEBOL | Universidad de Chile | Campeão da Copa Sul-Americana de 2011    | 1ª           |

## Final
| 1 de agosto   | Kashima Antlers               | 2 – 2     | Universidad de Chile                     | Estádio Kashima, Kashima       |
| 19:00 (UTC+9) | Iwamasa 17' · Renato Cajá 26' | Relatório | Iwamasa 39' (g.c.) · Aránguiz 72' (pen.) | Árbitro: AUS Christopher Beath |

|                                                    |       | Penalidades                                                  |  |
| Juninho Koroki Sogahata Endo Motoyama Araiba Nishi | 7 – 6 | Aránguiz Rodríguez Lorenzetti Cereceda Marino Herrera Castro |  |

| Kashima Antlers | Universidad de Chile |

| KASHIMA ANTLERS: |    |                  |     |     |
|                  |    |                  |     |     |
| GK               | 21 | Hitoshi Sogahata |     |     |
| DF               | 3  | Daiki Iwamasa    |     |     |
| DF               | 7  | Toru Araiba      |     |     |
| DF               | 22 | Daigo Nishi      |     |     |
| DF               | 6  | Koji Nakata      |     |     |
| MF               | 33 | Renato Cajá      |     | 72' |
| MF               | 11 | Júnior Dutra     | 29' | 55' |
| MF               | 20 | Gaku Shibasaki   |     | 61' |
| MF               | 40 | Mitsuo Ogasawara |     |     |
| FW               | 9  | Yuya Osako       |     | 68' |
| FW               | 13 | Shinzo Koroki    |     |     |
| Substitutos:     |    |                  |     |     |
| GK               | 1  | Akihiro Sato     |     |     |
| MF               | 10 | Masashi Motoyama |     | 72' |
| MF               | 15 | Takeshi Aoki     |     | 61' |
| MF               | 25 | Yasushi Endo     |     | 55' |
| MF               | 28 | Shoma Doi        |     |     |
| FW               | 8  | Juninho          |     | 68' |
| FW               | 19 | Hideya Okamoto   |     |     |
| Treinador:       |    |                  |     |     |
| Jorginho         |    |                  |     |     |

| UNIVERSIDAD DE CHILE: |    |                    |  |     |
|                       |    |                    |  |     |
| GK                    | 25 | Jhonny Herrera     |  |     |
| DF                    | 4  | Osvaldo González   |  |     |
| DF                    | 13 | José Manuel Rojas  |  |     |
| DF                    | 6  | Matías Rodríguez   |  |     |
| DF                    | 3  | Eugenio Mena       |  |     |
| MF                    | 14 | Paulo Magalhaes    |  |     |
| MF                    | 2  | Ezequiel Videla    |  | 41' |
| MF                    | 20 | Charles Aránguiz   |  |     |
| MF                    | 9  | Enzo Gutiérrez     |  | 79' |
| MF                    | 11 | Luciano Civelli    |  | 54' |
| FW                    | 19 | Sebastián Ubilla   |  | 62' |
| Substitutos:          |    |                    |  |     |
| GK                    | 12 | Paulo Garcés       |  |     |
| DF                    | 5  | Albert Acevedo     |  |     |
| DF                    | 21 | Eduardo Morante    |  |     |
| MF                    | 8  | Guillermo Marino   |  | 41' |
| MF                    | 22 | Gustavo Lorenzetti |  | 62' |
| MF                    | 15 | Roberto Cereceda   |  | 54' |
| FW                    | 16 | Francisco Castro   |  | 79' |
| Treinador:            |    |                    |  |     |
| Jorge Sampaoli        |    |                    |  |     |

## Premiação
| Copa Suruga Bank 2012               |
| Japão                               |
| ----------------------------------- |
| KASHIMA ANTLERS Campeão (1º título) |